# Ophiomyia labiatalis
Ophiomyia labiatalis är en tvåvingeart som beskrevs av Spencer 1959. Ophiomyia labiatalis ingår i släktet Ophiomyia och familjen minerarflugor. Inga underarter finns listade i Catalogue of Life.